# احمدكر (مقاطعة ديواندرة)
احمدكر (بالفارسية: احمدکر) هي قرية تقع في قسم زرينه الريفي (مقاطعة ديواندرة) في إيران. يقدر عدد سكانها بـ 200 نسمة بحسب إحصاء 2016.